# Rosa carolina
Espèce
Rosa carolina, le rosier de Caroline, est une espèce de plantes à fleurs de la famille des Rosaceae. C'est un rosier de la section des Carolinæ, souvent confondue avec Rosa virginiana et Rosa pallustris, originaire d'Amérique du Nord.
Synonyme : Rosa virginiana var. humilis

## Description
Rosa carolina est un buisson haut d'environ 1,50 m, très drageonnant, et ses tiges sont souvent lisses avec des feuilles à 5 folioles aux bords à dents aiguës.
Ses fleurs, de couleur rose et le plus souvent isolées, apparaissent en juillet.

## Variétés
- Rosa carolina 'alba', à fleurs blanches

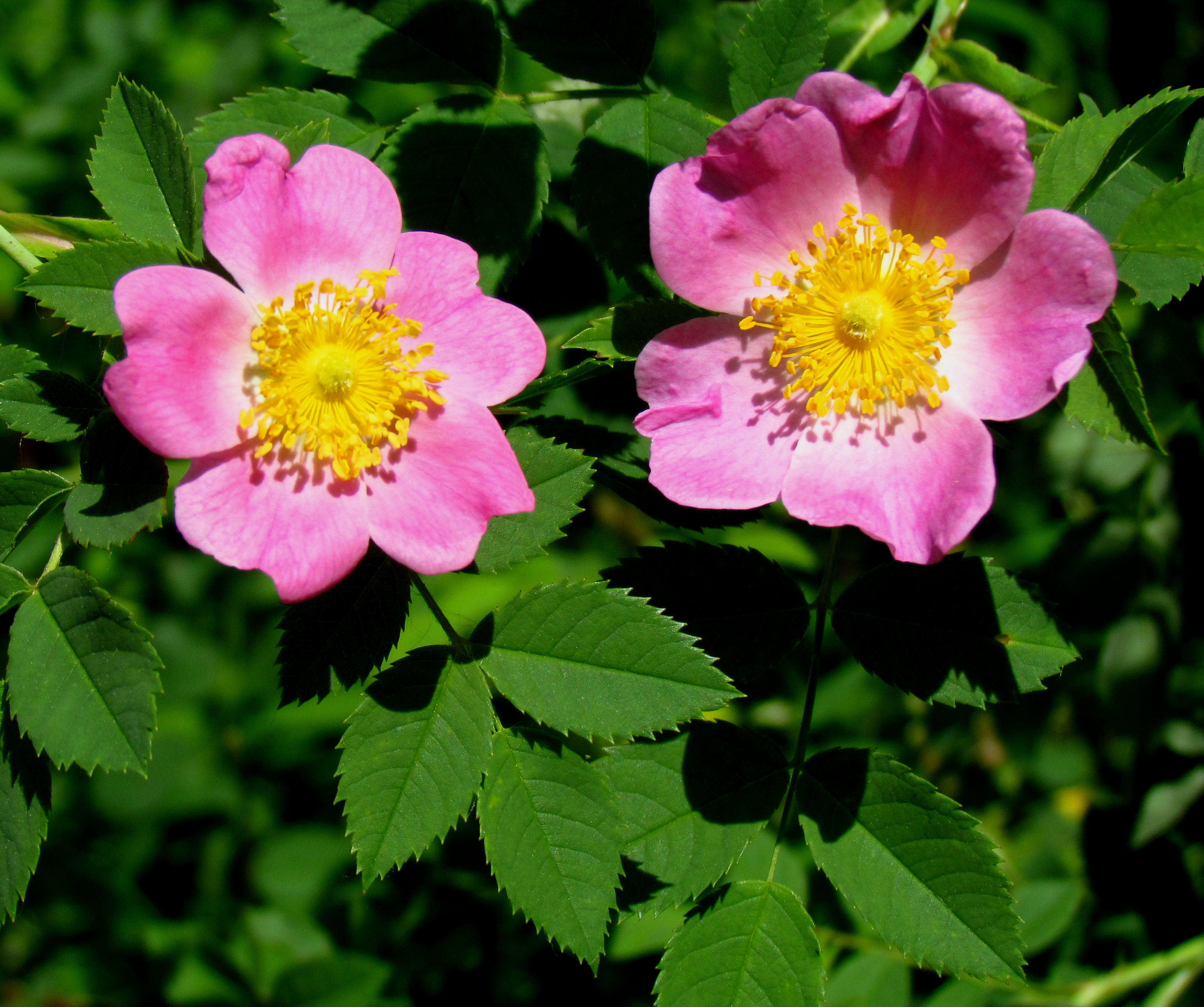
Fleurs.

- Rosa carolina 'grandiflora', aux fleurs de 6 cm et aux feuilles à 7 folioles
- Rosa carolina 'Plena', rosier nain (50 cm maximum) aux fleurs doubles rose saumon